# Lymphgefäß

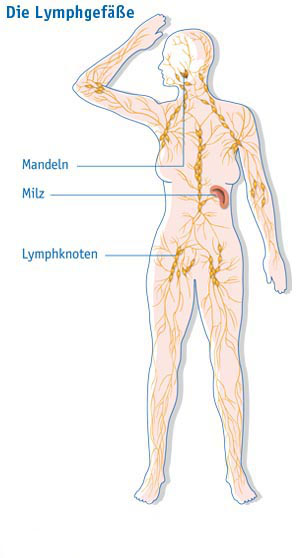
Darstellung des Lymphgefäßsystems

Ein Lymphgefäß oder eine Lymphbahn (älter auch Chylusgefäß) ist ein anatomisches Gefäß und mit einem Blutgefäß vergleichbar. Allerdings dient es nicht dem Transport von Blut, sondern dem Abtransport der sich im Gewebe befindenden Flüssigkeit (Lymphe) einschließlich geringer Mengen von Proteinen. In das Lymphgefäßsystem sind Lymphknoten als Filterstationen eingeschaltet.

## Anatomie

### Gefäßtypen
Das Lymphgefäßsystem lässt sich grob in vier Gefäßtypen unterteilen, die sich unter anderem in Aufbau, Funktion und Größe unterscheiden:

#### Initiale Lymphgefäße
Die initialen Lymphgefäße (fälschlicherweise auch Lymphkapillaren genannt) sind die kleinste anatomische Einheit im Lymphgefäßsystem. Sie beginnen fingerförmig im Interstitium (Zellzwischenraum) und bestehen aus sich dachziegelartig überlappenden Endothelzellen, die ein ungefähr 50 µm durchmessendes, fast 10-mal so großes Lumen wie das der Blutkapillaren formen. Die initialen Lymphgefäße sind am bzw. im umliegenden Gewebe mit sogenannten Ankerfilamenten befestigt. Diese bestehen aus an Endothelzellen angelagerten Mikrofibrillen, die an elastische Fasern des interstitiellen Bindegewebes binden. Neben der Verankerung bewirken sie, dass das Gefäßlumen offen gehalten wird.
Die Lymphbildung erfolgt in den initialen Lymphgefäßen durch Aufnahme der im Interstitium befindlichen Gewebsflüssigkeit.

#### Präkollektoren
In der Folge vereinigt sich Lymphe aus mehreren initialen Lymphgefäßen in den nächstgrößeren Lymphgefäßen, den um die 100 µm weiten Präkollektoren. Diese besetzen funktionell die Zwischenposition zwischen den vorangegangenen initialen Lymphgefäßen und den nachfolgenden Kollektoren, da sie sowohl an der Lymphbildung beteiligt sind (d. h. Gewebsflüssigkeit aufnehmen) als auch – dank der Tatsache, dass sie vereinzelt Muskelzellen besitzen – zum Weitertransport der Lymphe (zunächst) bis zu den Kollektoren beitragen.

#### Kollektoren
Jeweils mehrere Präkollektoren vereinen sich nun zu einem Kollektor (‚Sammler‘). Die 150 bis 600 µm im Querdurchmesser messenden Kollektoren sind dabei die ersten Lymphgefäße, die die Lymphe durchläuft, die alleine dazu dienen, sie zu transportieren.
Der Aufbau der Kollektoren ist ähnlich dem der Venen – mit Klappen, die denen der Venen ähneln, allerdings passiv sind, (siehe dazu Venenklappe) sowie mit dem (für sämtliche Gefäße typischen) dreischichtigen Wandaufbau. Durch diese Klappen, die in bestimmten Abständen (etwa 10× Gefäßdurchmesser) angebracht sind, wird ein Rückströmen der Lymphe verhindert und ein zentralgerichteter Lymphstrom gewährleistet.
Der Abschnitt zwischen zwei Klappen heißt Lymphangion. Dessen gelegentliche Bezeichnung als „Lymphherz“ rührt daher, dass die Angione – ähnlich der Kontraktion des Herzens – in bestimmten Intervallen kontrahieren (in Ruhe etwa 10- bis 12-mal die Minute) und so die Lymphe in den jeweils nächsten Abschnitt weiterpressen.
Unterteilt werden die Kollektoren wie folgt:
- oberflächliche Kollektoren (epifasziales System):

Diese liegen im Unterhautfettgewebe und nehmen die Lymphe aus Haut und Unterhaut auf.
- tiefe Kollektoren (subfasziales System):

Diese liegen intrafaszial in den Extremitäten sowie der Rumpfwand und nehmen die Lymphe aus Muskeln, Bändern, Gelenken und Knochen auf.
- Eingeweidekollektoren (viszerales System):

Diese nehmen die Lymphe der Eingeweide (Viszera) auf.

#### Lymphsammelstämme
Die Lymphsammelstämme (Trunci) – unterteilt nach den Sammelstämmen der oberen und denen der unteren Körperhälfte – sind die größten Lymphgefäße des Körpers. Zu ihnen gehören z. B. der Truncus trachealis (Luftröhrenstamm) und der Ductus thoracicus („Milchbrustgang“); ca. 40 cm lang, vom 10. Brustwirbel bis zum linken Venenwinkel (Angulus venosus sinister). Die Sammelstämme nehmen die Lymphe aus den Kollektoren – heißt: die gesamte Lymphe aus den inneren Organen, den Extremitäten sowie den dazugehörigen Rumpfquadranten – auf und münden im weiteren Verlauf herznah in die Venenwinkel, also in den venösen Blutkreislauf.

### Gefäßverbindungen
Lymphgefäße, die in derselben Ebene liegen (z. B. oberflächliche Kollektoren im Unterhautfettgewebe) sind untereinander durch sogenannten Anastomosen verbunden. Lymphgefäße, die in verschiedenen Ebenen liegen (z. B. oberflächliche und tiefe Kollektoren), sind untereinander durch sogenannte Perforanzgefäße verbunden.
Anastomosen dienen unter anderem als Umleitungen. Ist der Lymphfluss in einem größeren Gefäß unterbrochen, fließt die Lymphe über die Anastomosen in ein angrenzendes, mit ihm verbundenes, Lymphgefäß. Somit soll ein Flüssigkeitsstau und ein daraus resultierendes Lymphödem vermieden werden.
Über die Perforanzgefäße findet ein ständiger Flüssigkeitsstrom, meist an den Extremitäten von den tiefen zu den oberflächlichen großen Lymphgefäßen (Kollektoren), statt (anders als bei den venösen Blutgefäßen, wo der Blutstrom meist von oberflächlich nach tief verläuft). Diese Eigenschaft macht man sich unter anderem bei der manuellen Lymphdrainage, einer Form der Massage, zu Nutzen. Hier wird durch die meist sanfte Massage der Lymphfluss der oberflächlichen Lymphgefäße unterstützt und angeregt, wodurch auch die tiefliegenden Lymphgefäße besser entleert werden.

## Aufgabe

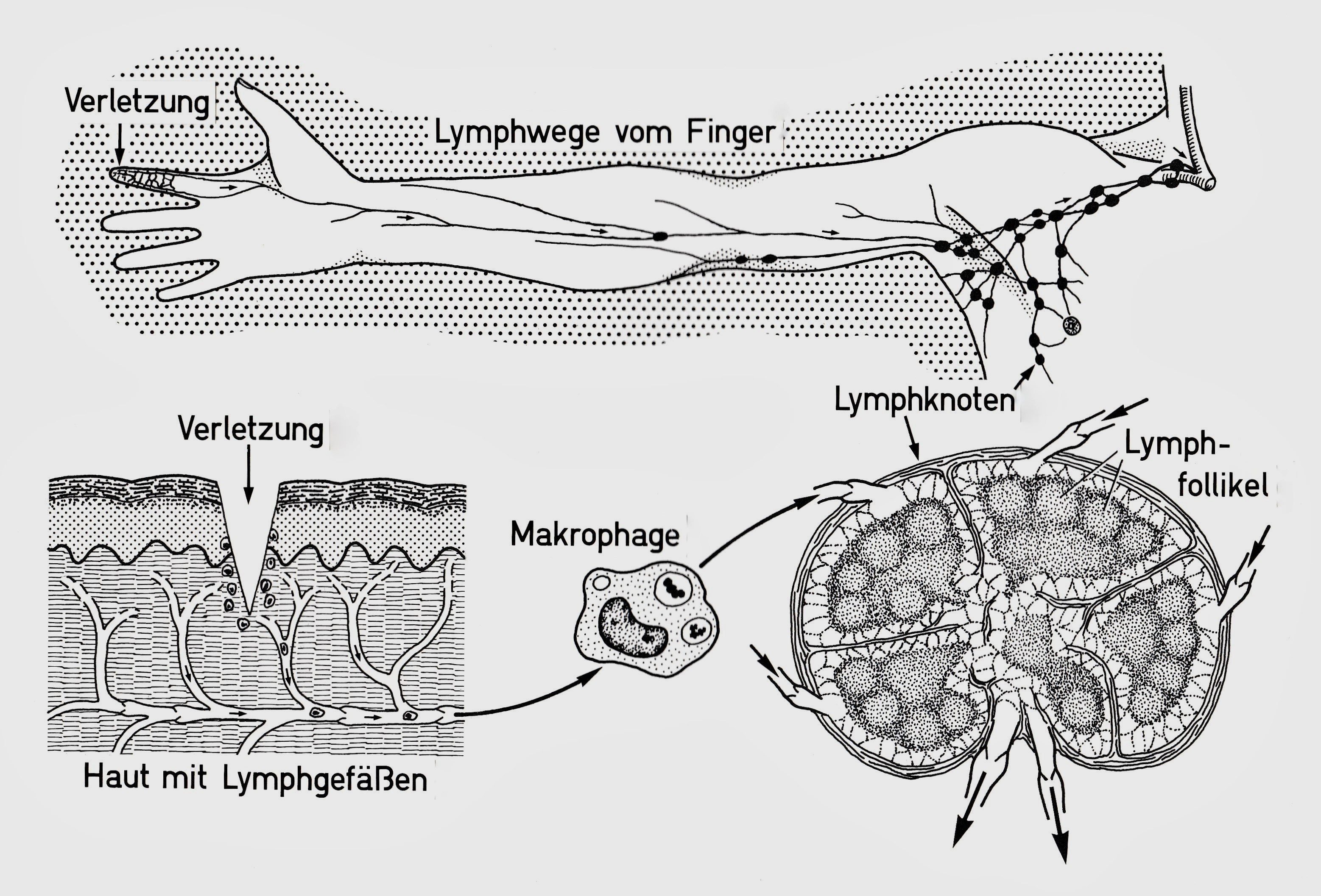
Schematische Darstellung zur Funktion der Lymphgefäße bei der Immunabwehr

Das Lymphgefäßsystem ist unter anderem für den Rücktransport von liegengebliebener Gewebsflüssigkeit (d. h. nicht wieder vom Blutgefäßsystem resorbierter Flüssigkeit) und Proteinen in den venösen Blutkreislauf zuständig. Darüber hinaus hat es immunbiologische Aufgaben. Im Rahmen der Fettverdauung wird ein Großteil der aus der Nahrung aufgenommenen Fette von den Enterozyten des Dünndarms in Chylomikronen (von „Chylus“ für Lymphe) verpackt und anschließend über die Lymphgefäße ins Blut transportiert.
Stauungen im Lymphgefäßsystem oder Überforderung der Rücktransportkapazität (z. B. bei venösen Stauungen auf Grund einer Rechtsherzinsuffizienz) haben Lymphödembildungen zur Folge.
Der Eiweißrücktransport ist insofern wichtig, als bei Ansammlung von Proteinen im Interstitium der kolloidosmotische Druck im Interstitium ansteigen würde und es vermehrt dazu käme, dass Blutflüssigkeit aus den Blutkapillaren ins Interstitium gelangt. Dies führt zu einem Volumenmangel (Hypovolämie), im schlimmsten Fall zu einem lebensbedrohlichen Schockzustand.

## Krankheiten
Unter angeborenen oder erworbenen Erkrankungen der Lymphgefässe sind Lymphödem, Lymphangitis, Lymphangiom, Lymphangiomatose und Lymphangiektasie zu nennen.

## Forschungsgeschichte
Entdeckt wurden die Lymphgefäße 1622 von Gaspare Aselli, der am Darm von Tieren weiße, mit Klappen versehene Gefäße sah, die eine milchähnliche Flüssigkeit enthielten. Er nannte diese Gefäße, als deren Funktion er eine Nahrungsaufsaugung annahm, Venae lacteae und Vasa lactea. Den Namen Vasa lymphatica erhielten diese Gefäße dann 1653 von Thomas Bartholin. Im 18. Jahrhundert fand der Mediziner und Naturforscher John Hunter die Lymphgefäße bei Vögeln.